# تومي ووماك
تومي ووماك (بالإنجليزية: Tommy Womack)‏ هو كاتب أغاني أمريكي، ولد في 20 نوفمبر 1962 في ستورغيس في الولايات المتحدة.

## وصلات خارجية
- تومي ووماك على موقع ميوزك برينز (الإنجليزية)
- تومي ووماك على موقع أول ميوزيك (الإنجليزية)
- تومي ووماك على موقع ديسكوغز (الإنجليزية)
- الموقع الرسمي